# Кубок Іспанії з футболу 1956
Кубок Іспанії з футболу 1956 — 54-й розіграш кубкового футбольного турніру в Іспанії. Титул вдруге поспіль здобув Атлетік (Більбао). 

## Календар
| Раунд      | Дата                                          | Матчі | Клуби  |
| ---------- | --------------------------------------------- | ----- | ------ |
| 1/8 фіналу | 6/13 травня 1956                              | 16    | 16 → 8 |
| 1/4 фіналу | 20/27 травня 1956                             | 8     | 8 → 4  |
| 1/2 фіналу | 9-10/17 червня/ 19 травня 1956 (перегравання) | 4+1   | 4 → 2  |
| Фінал      | 24 червня 1956                                | 1     | 2 → 1  |

## 1/8 фіналу
| Команда 1              | Заг. | Команда 2          | 1-й матч | 2-й матч |
| ---------------------- | ---- | ------------------ | -------- | -------- |
| 6/13 травня 1956       |      |                    |          |          |
| Депортіво (Ла-Корунья) | 3:6  | Осасуна (2)        | 1:2      | 2:4      |
| Атлетік (Більбао)      | 6:2  | Культураль Леонеса | 3:0      | 3:2      |
| Реал Вальядолід        | 7:2  | Сельта             | 6:0      | 1:2      |
| Реал Мадрид            | 7:1  | Реал Сосьєдад      | 5:0      | 2:1      |
| Еркулес                | 2:3  | Барселона          | 1:2      | 1:1      |
| Еспаньйол              | 3:2  | Севілья            | 3:2      | 0:0      |
| Реал Хаен (2)          | 2:1  | Валенсія           | 1:0      | 1:1      |
| Лас-Пальмас            | 1:10 | Атлетіко (Мадрид)  | 1:4      | 0:6      |

## 1/4 фіналу
| Команда 1         | Заг. | Команда 2         | 1-й матч | 2-й матч |
| ----------------- | ---- | ----------------- | -------- | -------- |
| 20/27 травня 1956 |      |                   |          |          |
| Атлетік (Більбао) | 6:3  | Осасуна (2)       | 4:1      | 2:2      |
| Реал Мадрид       | 8:3  | Реал Вальядолід   | 4:1      | 4:2      |
| Еспаньйол         | 7:5  | Барселона]        | 3:1      | 4:4      |
| Реал Хаен (2)     | 2:7  | Атлетіко (Мадрид) | 2:2      | 0:5      |

## 1/2 фіналу
| Команда 1         | Заг. | Команда 2         | 1-й матч | 2-й матч |
| ----------------- | ---- | ----------------- | -------- | -------- |
| 9/17 травня 1956  |      |                   |          |          |
| Реал Мадрид       | 4:5  | Атлетік (Більбао) | 2:2      | 2:3      |
| 10/17 травня 1956 |      |                   |          |          |
| Еспаньйол         | 2:2  | Атлетіко (Мадрид) | 1:2      | 1:0      |

Перегравання
| Команда 1      | Рахунок | Команда 2         |
| -------------- | ------- | ----------------- |
| 19 червня 1956 |         |                   |
| Еспаньйол      | 0:3     | Атлетіко (Мадрид) |

## Фінал
| 24 червня 1956 |

| Атлетік (Більбао)       | 2:1      | Атлетіко (Мадрид) |
| ----------------------- | -------- | ----------------- |
| Артече 37' Магурегі 70' | Протокол | Моліна 26'        |

| Нуево Чамартин, Мадрид Глядачів: 125 000 Арбітр: Хуліан Арке |